# Ourika (roman)
Pour les articles homonymes, voir Ourika.
Ourika est un roman paru en 1823, écrit par Claire de Duras.
Claire de Duras ne comptait pas faire carrière dans la littérature et c’est à contrecœur et afin d’empêcher les possibilités de plagiat, qu’elle céda aux pressions de Chateaubriand en publiant ce roman tombé de sa plume alors qu’elle s’était retirée à la campagne lors d’une maladie contractée vers 1820. Il a bénéficié d'une réédition critique par l'historien irlandais Roger Little.

## Présentation

### Relation avec Chateaubriand
La forte amitié qui lie Duras et Chateaubriand commence en 1808 au château de Méréville. Elle tombe follement amoureuse de lui; un amour non réciproque qu’elle refoulera toute sa vie. L’amour qu’elle ressent pour lui a une ressemblance avec celui qu’Ourika entretient avec Charles: Chateaubriand lui donne le nom de «sœur» et Duras voyait sa laideur comme un obstacle à leur amour. L’auteur devient un invité fréquent du salon de Duras, donnant du même coup de la notoriété à la Duchesse. Notoriété que Sainte-Beuve décrit comme «passagère» ainsi qu’«immédiate» et cela à cause de la présence de Chateaubriand comme «représentant politique» du salon.
Chateaubriand, en réponse à la réticence de Duras à publier, lui rapporte les bons commentaires que divers lecteurs donnent sur ses manuscrits.

### Processus de rédaction
Claire de Duras ne s’attendait pas à poursuivre une carrière littéraire, elle préférait plutôt se distinguer parmi certains nombres de personnes de son entourage que de poursuivre la renommée.
Elle écrivait dans la solitude de ses temps libres. Cette solitude la peinait, et, puisqu’elle n’était pas occupée comme les hommes (notamment Chateaubriand, sachant qu’il entretenait des relations avec d’autres femmes qu’elle), ses courts romans étaient empreints d’une tristesse développée à long terme. Cette solitude eut un effet si marquant sur son écriture, qu’elle-même affirmait ne pas publier ses romans sous le prétexte qu’ils «aim[ai]ent la solitude». Malgré cela, un manuscrit d’Ourika circulait dans les salons de France anonymement, gagnant de la popularité. Sa décision de mettre l’histoire d’Ourika à l’écrit lui vint après l’avoir racontée chez la maréchale de Beauvau devant des amies, les ravissant. Elles lui donnèrent l’idée de l’écrire et Duras s’y mit dès le lendemain.
L’amour tragique, autant d’Ourika que d’Édouard, ne serait «que l’expression délicate et discrète [...] de ce je ne sais quoi du plus profond qui fermen[te] au sein de Mme de Duras», ce qui supporterait les liens entre les obstacles amoureux des personnages durassiens et son affection pour Chateaubriand. De plus, elle comparait cet amour à de l’esclavage.

## Réception de l'œuvre
À sa parution en 1823, Ourika fut un best-seller, succès qui devait en partie au mystère autour de son auteur. La popularité du court roman vaut à Mme de Duras une certaine renommée dans les cercles culturels; son nom acquiert même une certaine autorité. Balzac y fait allusion dans l’un des livres de la Comédie Humaine[Lequel ?].
Le roman était si populaire que quatre troupes de théâtre françaises commençaient à monter des adaptations dès le printemps 1824. Certaines troupes se permettaient quelques modifications dans la narration ou chez les personnages, mais leurs compositions restaient réactionnaires à l’œuvre de Mme de Duras. Contrairement au livre, les adaptations théâtrales n’eurent pas le succès voulu et furent le sujet du ridicule dans la presse française. Si le sujet du roman et de ses adaptations resta tout de même similaire, c’est-à-dire celui d’un amour impossible étant donné les préjugés raciaux, la critique fut sévère sur ce sujet en ce qui concerne les pièces. En effet, plusieurs journaux critiquent la mise en scène d’une actrice noire ouvertement amoureuse d'un acteur blanc. Certains critiques iront même jusqu’à relever cette réception si différente, écrivant qu’en lisant un roman, «on peut bien se faire illusion, on peut bien oublier certains défauts physiques», tandis que «sur scène, [...] les personnages sont là avec leur difformité».
Bien qu’Ourika eut un grand succès à sa parution, son renom s'était un peu effacé. Une nouvelle édition par Roger Little, des éditions de poche, des études universitaires ont contribué à un regain de popularité.

## L’histoire
Achetée avant son embarquement sur un navire négrier par le gouverneur du Sénégal (le Chevalier de Boufflers) qui l’amène à Paris pour l’offrir à sa tante, la jeune Africaine Ourika reçoit une bonne éducation. À l’âge de douze ans, elle prend conscience des préjugés liés à sa couleur de peau. Après le mariage de Charles, dont elle est amoureuse, avec une Française, elle se retire au couvent où elle finira par mourir prématurément.
Un jeune médecin a été appelé un matin pour soigner une religieuse de couleur noire, qui était très renfermée sur elle-même à la suite de nombreuses déceptions personnelles, mais après plusieurs visites, le médecin obtient et gagne la confiance de cette jeune femme. Elle lui raconte ensuite son histoire et ses chagrins.

### Ourika
Ourika est une jeune orpheline sénégalaise que Mme de B. a sauvé de l'esclavage en la recueillant et en l'élevant comme sa propre fille.
Pourtant, Ourika est différente, c'est ce qu'elle apprend à l'âge de quinze ans, en entendant une conversation qu'elle écoute sans être vue. Elle se rend compte alors qu'elle ne pourra pas se marier et qu'elle est condamnée à rester seule à cause de sa couleur et de son éducation. Elle se rend finalement compte qu'elle est amoureuse de Charles, le petit fils de Mme de B, qui ne la voit que comme une sœur et qui se marie avec une autre. Seule et désespérée, Ourika se tourne vers Dieu et devient alors religieuse dans un couvent. Elle finit par mourir au couvent de ses peines et de ses chagrins, après avoir raconté la fin de son histoire au médecin.

## Personnages
- Ourika : Ourika est la première grande héroïne noire de la littérature occidentale. Personnage principal du livre, elle est d'origine sénégalaise et a été achetée par le chevalier de B. à l'âge de trois ans, puis adoptée par Madame de B. Il est intéressant de s’attarder à l’aspect historique du personnage. Le roman « s’inspire d’un fait divers : le chevalier de Boufflers, gouverneur du Sénégal, ramène en France, en 1785, trois enfants noirs dont Ourika qu’il donne à la princesse de Beauvau, et qui meurt à l’âge de 16 ans[19] ». Madame de Duras ne dissimule pas que son roman emprunte à l’Histoire historique en attribuant à son personnage le nom de son modèle et en gardant l’initiale du nom du chevalier et de la maréchale[20]. L’étymologie du nom d’Ourika est intéressante, elle qui fut ramenée du Sénégal à l’âge de deux ans. Son nom est « formé de deux éléments : Ouri-ka, nom qui existe toujours parmi les Peulhs du Fouta-Toro (région du fleuve) et surtout du Fouta-Djallon (région montagneuse à cheval sur le sud-est du Sénégal et de la Guinée), sous la forme soit de Ouri-ka, soit de Wouri-Ka, selon le dialecte[21] ». D’emblée, le nom du personnage suggère tout son attrait exotique et son altérité dans le contexte de la société française aristocratique de la fin du XVIIIe siècle et du début du XIXe siècle.

Le roman est romantique par l’histoire qu’il met de l’avant, celle d’une héroïne mélancolique, victime de déshonneur social entrainant une fin inévitable, et éprouvée par un amour marqué par la souffrance. Cependant, là s’arrête la ressemblance avec d’autres textes romantiques tels René, Oberman, Chatterton, ou Lorenzaccio. Claire de Duras renouvelle le portrait de la solitude romantique en assignant à l’isolement un motif précis, la couleur d’Ourika. En effet, il est possible de distinguer Ourika en ce qu’elle possède cette marque d’altérité dont elle se désole, sa couleur, qui la fera s’abîmer dans la douleur psychologique et morale, puis dans l’aliénation : « l’héroïne ne revendique pas sa différence comme une supériorité, mais la considère au contraire comme une infériorité qu’elle déplore et ne souhaite que s’intégrer à cette société qui la rejette ». Le thème romantique de l’exil est aussi revu : « Ourika n’est pas étrangère au monde, mais une étrangère dans une société donnée, arrachée à sa patrie, en même temps qu’à l’esclavage, pour être jetée sur une terre d’exil. ».
L’enfance d’Ourika est dès lors mise en lumière, car elle apparaît d’abord comme idéale dans le salon de Madame de B. C’est là que l’identité du personnage se forme et s’affirme, à l’aide d’un programme pédagogique raffiné et de diverses disciplines enseignées. Physiquement, elle a de grands yeux brillants ainsi qu'une dentition blanche et éblouissante. C'est une jeune femme charmante, cultivée, attentive, avec une belle voix ainsi qu'un talent pour la peinture. Elle parle d'autres langues étrangères telles que l'anglais et l'italien. C'est une femme éduquée à la mode des Lumières. On observe une harmonie presque parfaite entre la petite fille noire et l’univers aristocratique : elle devient un attrait exotique. Une référence au moment du bal (au « quadrille des quatre parties du monde»), qui réhabilite l’Afrique dans l’espace de la société, est établie : « Pour permettre à Ourika de représenter sa terre natale, le continent noir fait l’objet d’une sérieuse enquête ethnographique».
La révélation de sa couleur et de sa condition de femme sont mises à jour au moment de sa puberté (scène de la conversation entre Madame de B. et la marquise). Cette conversation révèle l’altérité qui fait d’Ourika une étrangère parmi la société à laquelle elle pensait être acclimatée. Il s’ensuit une période de profond découragement, d’abattement, voire de haine de soi. Puis, il est question de ce très fort et impossible sentiment amoureux que le personnage ressent envers Charles comme si c’était sa passion criminelle. Celui-ci bénéficie « du total don de soi d’Ourika qui se pose comme l’inessentiel par rapport à lui». Constatant qu’il est amoureux d’Anaïs, l’héroïne éprouve des symptômes physiques très forts qui s’inscrivent dans sa corporéité. En effet, la tristesse et la douleur causent une fièvre violente et entrainent un dépérissement de sa santé; altération de la voix, flétrissement des joues, elle vacille dans un état de langueur et d’accablement. Cette maladie physique et morale mène progressivement Ourika vers la mort.
De fait, la conversion « résulte d’une quête dont le sujet n’est pas conscient, et la grâce se produit à la faveur d’un événement qui donne rétrospectivement à tout le récit une signification particulière ». Le médecin, qui devient à la fois confesseur et thérapeute, est celui qui constate la détérioration que cause son chagrin. Elle s’adresse les reproches de la culpabilité et de la mésestime liés à son attachement envers Charles. Elle se livre à des rituels de camouflage, de purification, d’oubli et de mépris de soi. Le couvent semble être, pour Ourika, un refuge où elle trouve une forme de consolation : sa vocation religieuse ne se développe qu’à mesure que s’intensifie son isolement social. Celle-ci « ne la guérit pas de ses blessures : la foi lui est finalement aussi inutile que la science du médecin ».
Il est juste de mentionner la folie dépressive du personnage causée par la déconsidération individuelle dont elle fait l’objet : face à son destin de femme noire, la protagoniste est aux proies avec la dépression. L’effet de civilisation sur la jeune femme se présente ironiquement par sa destruction et sa fin : « on peut voir en effet dans la couleur d’Ourika une métaphore de la féminité, de sa sexualité que Freud qualifiait de continent noir ». Ourika subit donc une altération psychologique au dénouement fatal. On assiste à la malheureuse condition d’une « féminité refusée ». Galatée noire, l’héroïne est éduquée pour parvenir à l’expression et à l’accomplissement, cependant elle ne peut espérer se marier et fonder une famille. Pour Valérie Magdelaine-Andrianjafitrimo, « ce n’est pas tant le préjugé de couleur que démontre le roman, ni même l’esclavage qui est dénoncé par une abolitionniste engagée, mais plutôt la condition féminine dans une société patriarcale». Ourika a été représentée par la peintre Sophie de Tott en 1793.
- Le médecin : Appelé par le couvent, le jeune médecin soigne Ourika qui est très malade. C'est un homme des Lumières car il n'a pas de préjugés la concernant : « Je ne refuse pas de soigner Ourika à cause de sa couleur de peau. »
- Madame de B. : Femme affectueuse, sans préjugés raciaux, généreuse, cultivée, femme des Lumières, grand-mère de Charles et mère adoptive d'Ourika. Sa générosité s'est retournée contre Ourika, en en faisant une personne qui ne pourra jamais vraiment s'intégrer dans la société de son époque.
- Chevalier de B. : Gouverneur du Sénégal, neveu de Mme de B. Il a confié Ourika à Mme de B.
- Charles de B. : Cadet de la famille, élevé avec Ourika qui la soutient et la protège depuis son enfance. Ourika finit par découvrir qu'elle est amoureuse de lui.
- Anaïs de Thémines : Riche héritière intelligente et douce qui se fiance à Charles et l'épouse par la suite.
- La Marquise de … : Amie intime de Mme de B, froide, elle est très franche quitte à blesser autrui. Ourika en a peur. Elle révèle le destin d'Ourika deux fois au cours du roman. Elle lui apprend d'abord accidentellement qu'elle ne pourra jamais se marier, puis en lui disant qu'elle est amoureuse de Charles

## Contexte sociohistorique
À la fin du XVIIIe siècle, la France est en état de crise, le peuple exige des changements politiques et sociaux. En 1789, cette période hostile entraîne la Révolution française, qui se trouve en toile de fond du récit Ourika et qui représente le contexte historique de celle-ci. « Lorsque la Révolution française cessera d’être une belle théorie et qu’elle toucha aux intérêts intimes de chacun, les conversations dégénèrent en disputes, et l’aigreur, l’amertume et les personnalités prirent la place de la raison ». Cette situation indique l’atmosphère de l’époque en périodes de révolte. Les aristocrates du salon de Madame de B. sont impliqués politiquement et idéologiquement dans cette Révolution qui occupe une place importante dans les discussions aux salons. La Terreur, la période la plus meurtrière de la Révolution française, connaîtra d’innombrables exécutions à la guillotine, qui deviendra le symbole de cette ère sanguinaire. Il est mentionné dans le récit que la société renaît tranquillement vers la fin des années 1795 à la suite de cette Terreur : « les débris de la société de Madame de B. se réunirent autour d’elle, et je vis avec peine le cercle de ses amis augmenter».
Le salon de cette aristocrate est un élément central de la nouvelle Ourika puisqu’il représente le contexte historique de l’œuvre; le salon est directement influencé par le climat politique et les conversations salonnières y sont donc affectées. C’est aussi après une rencontre aristocratique que l’héroïne entend des propos discriminatoires à son sujet, qui lui causeront des craintes identitaires et qui blesseront la jeune fille psychologiquement et émotionnellement. À l’époque, ces salons dirigés par les membres de la haute société française occupent une place importante. « Ils représentaient le spectre de l’opinion publique étant bien entourés, influents et socialement conservateurs». Ces rencontres aristocratiques changent d’un salon à l’autre, ceux-ci peuvent être publics ou privés; simples ou structurés; divertissants ou sérieux; ou encore féministes ou masculinistes. Peu importe le type de salon, la Révolution les transforme et ils deviennent politiquement influents. La société mondaine et les salons sont liés puisqu’ils sont tous les deux formés de l’élite intellectuelle française. Les aristocrates de l’époque comme ceux que l’on retrouve dans le roman sont issus pour la plupart de la haute société formée de nobles puissants et éduqués.
À cette époque révolutionnaire, l’Église se divise : une partie se tourne vers la modernité, alors que l’autre s’oppose strictement à la nouveauté. En 1793, la Déclaration des droits de l’homme est adoptée et indique un changement éminent pour la population française. Le XIXe siècle marque un temps d’incertitudes puisque la science influence la population vers de nouvelles valeurs et opinions. L’origine des espèces de Charles Darwin entraîne de fortes réactions; la France est maintenant perçue comme une religion, ce qui ne réjouit nullement le clergé. À la fin du XIXe siècle, il y a séparation entre l’Église et l’État, ce qui provoque une laïcisation politique. L’héroïne du récit termine ses jours dans un couvent où elle trouve refuge, étant trop affectée par les préjugés raciaux qui lui imposent une vie sans amour; compte tenu de sa couleur de peau et de ce qu’elle représente. Elle quitte sa famille malgré leur résistance et devient religieuse.
La jeune Sénégalaise est élevée dans une famille noble, elle a accès à une éducation que peu ont la chance d’avoir. À ce moment de l’histoire, les filles et les garçons ne reçoivent pas la même scolarisation; le sexe faible « apprend à lire, à écrire et à compter » en plus d’être initié à la sphère domestique. En juin 1836, une ordonnance royale autorise aux filles l’accès à un champ d’études beaucoup plus varié, mais toujours propre à leur sexe. De plus, les études supérieures leur sont autorisées et elles peuvent fréquenter des écoles privées ou publiques. Malgré ces changements, les femmes demeurent inférieures aux hommes étant perçues comme « des idoles ou des jouets » par la société, elles demeurent subordonnées aux hommes n’étant pas perçues comme des êtres équivalents. Enfin, les lois Ferry votées en 1881-1882 déclarent l’enseignement obligatoire, gratuit et laïc; ce qui diminue une partie des inégalités sociales, permettant une éducation accessible à tous.

## Analyse
On pense que ce roman est le premier dans la littérature française à étudier le problème des relations « interraciales » et, en particulier, de l’amour entre Noirs et Blancs ; c’est la raison pour laquelle l’intérêt littéraire et scientifique pour ce roman s’est beaucoup accru, à partir de la deuxième moitié du XXe siècle.
Ourika se démarque par sa narratrice qui est une femme originaire du Sénégal. Cela dit, contrairement aux autres romans de l'époque mettant en scène des personnages noirs, Ourika n'est pas une excuse pour donner de l'exotisme au texte ou pour ouvrir un débat sur l'esclavage. Elle est plutôt une façon pour l'auteure de présenter une réflexion sur l'altérité et sur la psychologie d'une personne qui se voit placée dans une situation de marginalité absolue, ce qui la mène à une aliénation totale. Effectivement, à l'opposé des autres héros romantiques, Ourika n'est pas prise d'un sentiment de révolte ; son idéal est représenté par la société aristocratique qui la repousse et elle a complètement intériorisé les valeurs de cette communauté qui la marginalise.
Selon Chantal Bertrand-Jennings, Ourika figure la condition féminine, la situation marginale vécue par Ourika étant analogue à celle vécue par les femmes lors de la Restauration. De ce fait, il est impossible de dissocier Ourika de son contexte d'écriture. Les femmes, au début du XIXe siècle, sont dans une situation ambiguë de malaise. En fait, elles sont victimes d'une désillusion : la Révolution française avait promis des droits universels accessibles à tous, or, cette universalité s'est incarnée dans et a été définie par la figure de l'homme et a mis la femme de côté. Le personnage d'Ourika incarne donc ce malaise. Il n'est pas étonnant, conséquemment, que de nombreuses références à l'histoire soient faites tout au long du récit. L'histoire d'Ourika suit les événements de l'Histoire en s'articulant autour de la séquence Ancien Régime - Révolution - Restauration : l'Ancien Régime correspond à l'enfance d'Ourika, alors qu'elle n'a pas encore conscience de son statut de femme noire, la Révolution correspond au moment où elle réalise finalement qu'elle est marginale et la Restauration, finalement, correspond à son retrait au couvent qui lui donne une certaine place dans la société, quoique non satisfaisante. Ce même schéma est également vécu, de façon différente, par toutes les femmes de la société française du début du XIXe siècle qui sont représentées, dans les œuvres de Claire de Duras, par ses personnages.